# دوقلو (رمان)
دوقلو (به انگلیسی: The Twin) رمانی نوشته گربراند باکر نویسندهٔ هلندی است. کتابخانه‌های آمستردام، لاهه، اوترخت و آیندهوون همگی «دوقلو» را برای جایزه ایمپک دوبلین نامزد کردند. درنهایت دوقلو که ترجمه انگلیسی رمان «طبقه بالا ساکت است» در ۱۷ ژوئن ۲۰۱۰ برنده جایزه ایمپک دوبلین شد. باکر تبدیل به اولین نویسنده هلندی شد که نفیس‌ترین جایزه ادبی جهان را به میزان یکصد هزار یورو دریافت کرد. «طبقه بالا ساکت است» که نام هلندی رمان است، در سال ۲۰۰۶ منتشر شد و ترجمه انگلیسی آن با عنوان «دوقلو» در سال ۲۰۰۸ منتشر شد. این رمان توسط دیوید کولمر از هلندی به انگلیسی برگردانده شده‌است.
در سال ۲۰۰۲، باکر که برای تعطیلات در جزیره کُرس، و درحالیکه میان کوه‌ها پیاده‌روی می‌کرد؛ برای اولین بار به فکر نوشتن «دوقلو» افتاد. او در مورد پسری فکر کرد که ممکن است «کاری وحشتناک با پدرش انجام دهد» اما زمانی که این ایده بیشتر از این پیشرفت نکرد، ناامید شد؛ تا اینکه یک روز تصادفاً شروع به نوشتن کرد.

## داستان
این رمان وضعیت اسفبار «هلمر» را دنبال می‌کند که با پدرش در یک مزرعه هلندی زندگی می‌کند. برادر دوقلوی او، «هنک»، سی سال قبل و مادرش چند سال بعد به‌طور تصادفی فوت کرده‌اند. رابطه بین پدر و پسر تیره است، زیرا هلمر همیشه فکر می‌کرد که پدرش برادر دوقلویش را به او ترجیح می‌دهد و می‌خواهد که او مزرعه را در اختیار بگیرد. هلمر هرگز ازدواج نکرد و در تمام آن سال‌ها مشغول کار در مزرعه بود و نیاز داشت که گاوهای شیری را دو بار در روز و برای چندین دهه، هر روز بدوشد. پدر او اکنون در حال مرگ است و هلمر با دوست دختر سابق برادر دوقلویش روبرو می‌شود؛ و از او می‌خواهد به او کمک کند تا از پسر نوجوانش که او نیز هنک نام دارد مراقبت کند. ورود غیرمنتظره شخص سومی به خانه همه چیز را تغییر می‌دهد و هلمر را وادار می‌کند تا به این فکر کند که پس از فوت پدرش می‌خواهد با بقیه زندگی خود چه کند.